# Parafia Świętego Ducha w Kijowcu
Parafia Świętego Ducha – parafia prawosławna w Kijowcu, w dekanacie Biała Podlaska, diecezji lubelsko-chełmskiej.
Na terenie parafii funkcjonuje 1 cerkiew:
- cerkiew Świętego Ducha w Kijowcu – parafialna

## Historia
Parafia prawosławna w Kijowcu została erygowana w 1531 (początkowo pod wezwaniem św. Dymitra). Z tego okresu pochodziła też pierwsza cerkiew. Pod koniec XVI w. parafia przyjęła unię. Kolejne świątynie wzniesiono w 1681 i 1726. W 1875, po likwidacji unii na południowym Podlasiu, parafia powróciła do prawosławia. W tym czasie zbudowano murowaną cerkiew, uszkodzoną podczas I wojny światowej i rozebraną po 1918. W okresie międzywojennym wzniesiono drewnianą świątynię, rozebraną w 1954 (aktualnie w tym miejscu znajduje się szkoła podstawowa). Obecną murowaną cerkiew zbudowano na cmentarzu parafialnym w latach 1982–1984.

## Zasięg terytorialny
Kijowiec, Zalesie

## Wykaz proboszczów
- 1994–2005 – ks. Andrzej Pugacewicz
- od 2005 – ks. Michał Ciuchaj